# Szigetköz
Szigetköz este o arie protejată (arie specială de conservare — SAC, sit de importanță comunitară — SCI, arie de protecție specială avifaunistică — SPA) din Ungaria întinsă pe o suprafață de 17.183,02 ha, integral pe uscat.

## Localizare
Centrul sitului Szigetköz este situat la coordonatele 47°51′43″N 17°30′32″E / 47.8619°N 17.5089°E.

## Înființare
Situl Szigetköz a fost declarat sit de importanță comunitară în mai 2004 pentru a proteja 1 specie de plante și 53 de specii de animale. Alte tipuri de protecție:
- arie de protecție specială avifaunistică (în mai 2004)[2]
- arie specială de conservare (în februarie 2010)[1][3][4]

## Biodiversitate
Situată în ecoregiunea panonică, aria protejată conține 14 habitate naturale: Păduri aluvionare cu Alnus glutinosa și Fraxinus excelsior (Alno-Padion, Alnion incanae, Salicion albae), Mlaștini alcaline, Cursuri de apă de la nivel de câmpie la nivel montan, cu vegetație Ranunculion fluitantis și Callitricho-Batrachion, Fânețe de joasă altitudine (Alopecurus pratensis, Sanguisorba officinalis), Lacuri și iazuri distrofice naturale, Lacuri eutrofice naturale cu vegetație de tip Magnopotamion sau Hydrocharition, Pajiști stepice panonice pe loess, Stepe panonice nisipoase, Ape stătătoare oligotrofe până la mezotrofe, cu vegetație de Littorelletea uniflorae și/sau de Isoëto-Nanojuncetea, Râuri cu maluri nămoloase cu vegetație de Chenopodion rubri p.p. și Bidention p.p., Pajiști cu Molinia pe soluri calcaroase, turboase sau argilos-nămoloase (Molinion caeruleae), Păduri mixte riverane de Quercus robur, Ulmus laevis și Ulmus minor, Fraxinus excelsior sau Fraxinus angustifolia, de-a lungul marilor râuri (Ulmenion minoris), Pajiști aluvionare inundabile, de Cnidion dubii, Pajiști uscate seminaturale și facies de acoperire cu tufișuri pe substraturi calcaroase (Festuco-Brometalia) (* situri importante pentru orhidee).
La baza desemnării sitului se află mai multe specii protejate:
- plante (1): Apium repens
- păsări (17): pescăruș albastru (Alcedo atthis), rață pitică (Anas crecca), rață mare (Anas platyrhynchos), acvilă de câmp (Aquila heliaca), stârc roșu (Ardea purpurea), rață-cu-cap-castaniu (Aythya ferina), rața moțată (Aythya fuligula), buhai de baltă (Botaurus stellaris), Bucephala clangula, barză neagră (Ciconia nigra), ciocănitoare neagră (Dryocopus martius), egretă albă (Egretta alba), codalb (Haliaeetus albicilla), stârc pitic (Ixobrychus minutus), ferestraș mic (Mergus albellus), stârc de noapte (Nycticorax nycticorax), cormoran mic (Phalacrocorax pygmeus)
- amfibieni (2): buhai de baltă cu burta roșie (Bombina bombina), triton cu creastă dobrogean (Triturus dobrogicus)
- mamifere (6): liliac cârn (Barbastella barbastellus), castor (Castor fiber), vidră de râu (Lutra lutra), Microtus oeconomus mehelyi, liliac de iaz (Myotis dasycneme), liliac comun (Myotis myotis)
- nevertebrate (13): Anisus vorticulus, croitorul mare al stejarului (Cerambyx cerdo), Cucujus cinnaberinus, libelule (Leucorrhinia pectoralis), rădașcă (Lucanus cervus), fluturele purpuriu (Lycaena dispar), phengaris nausithous (Maculinea nausithous), Maculinea teleius, Ophiogomphus cecilia, Osmoderma eremita, Unio crassus, Vertigo angustior, Vertigo moulinsiana
- pești (14): avat (Aspius aspius), zvârluga (Cobitis taenia), zglăvoacă (Cottus gobio), romanogobio albipinnatus (Gobio albipinnatus), Gymnocephalus baloni, răspăr (Gymnocephalus schraetzer), lostriță (Hucho hucho), țipar (Misgurnus fossilis), boarță (Rhodeus sericeus amarus), Rutilus pigus, dunăriță (Sabanejewia aurata), țigănuș (Umbra krameri), fusar (Zingel streber), pietrar (Zingel zingel)
- reptile (1): țestoasa de baltă (Emys orbicularis)

Pe lângă speciile protejate, pe teritoriul sitului au mai fost identificate 4 specii de plante, 6 specii de amfibieni, 7 specii de mamifere, 4 specii de nevertebrate, 1 specie de pești.